# 銅藍
銅藍（どうらん、covellite、コベリン）は、銅の硫化鉱物である。
化学組成：硫化銅（CuS）、晶系：六方晶系、モース硬度：1.5-2、比重：4.6-4.8。
黄鉄鉱などの硫化鉱物に伴って産出する。